# Impatiens nidus-apis
Impatiens nidus-apis är en balsaminväxtart som beskrevs av Fischer och Raheliv. Impatiens nidus-apis ingår i släktet balsaminer, och familjen balsaminväxter. Inga underarter finns listade i Catalogue of Life.